# Matilda von Anka
Matilda von Anka (Matilda McDuck) är en figur i Kalle Ankas universum och syster till Joakim von Anka och Hortensia von Anka. Den första serien hon var med i var Den siste av klanen von Anka av Don Rosa men hade redan många år tidigare nämnts i ett släktträd av Carl Barks.